# Аржентинообразни
Аржентинообразните (Argentiniformes) са разред животни от клас Актиноптери (Actinopteri).
Таксонът е описан за пръв път от Дейвид Джонсън през 1996 година.

## Семейства
Подразред Alepocephaloidei
- Alepocephalidae
- Platytroctidae

Подразред Argentinoidei
- Argentinidae – Аржентинови
- Bathylagidae
- Microstomatidae
- Opisthoproctidae – Опистопроктови